# Políedre estelat uniforme

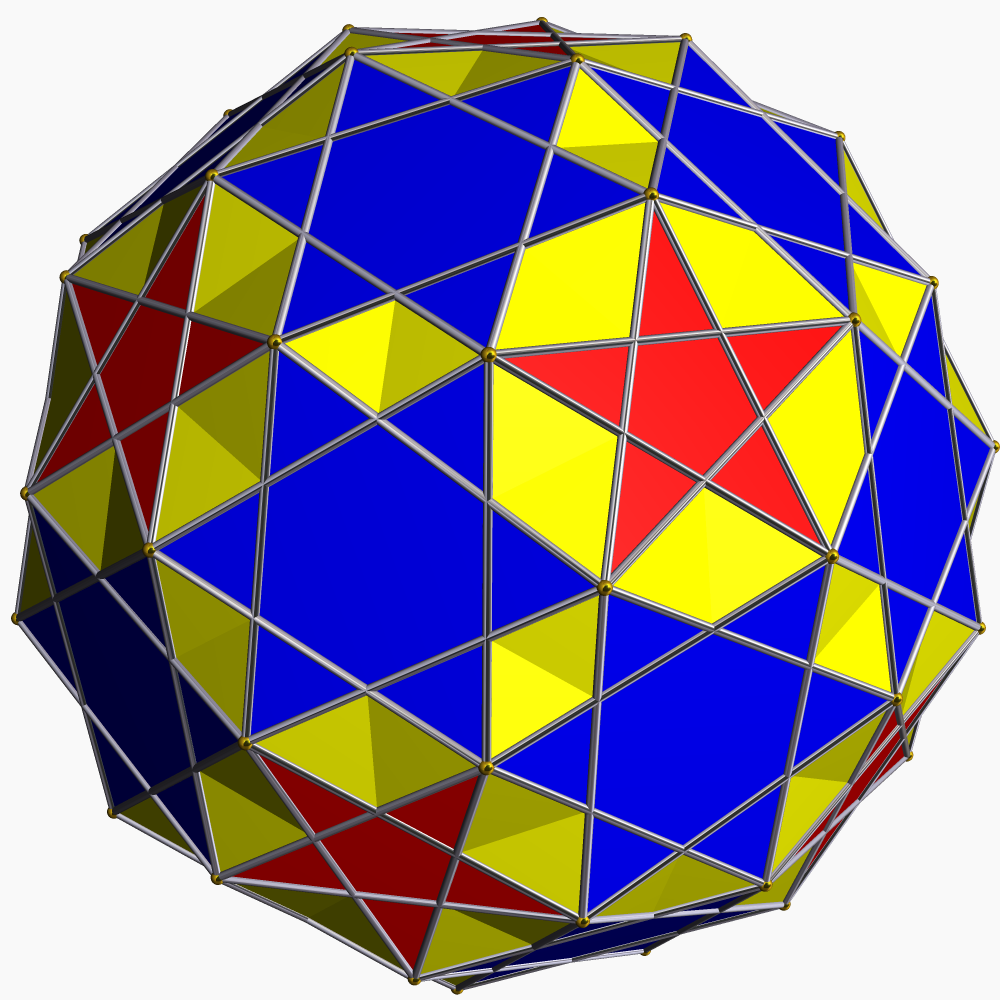
El petit icosicosidodecàedre xato, un políedre estelat uniforme amb una figura de vèrtex 3⁵.⁵/₂

En geometria, un políedre estelat uniforme (o estrellat) és un políedre uniforme que s'interseca a si mateix. De vegades també se'ls anomena políedre no convex per implicar l'auto-intersecació. Cada políedre pot contenir bé cares en forma de polígon estelat, bé figures de vèrtex de polígons estelats, o ambdues coses alhora.
El conjunt complet de 57 políedres estelats uniformes no prismàtics inclou els 4 regulars –anomenats els políedres de Kepler–Poinsot, 5 quasiregulars i 48 semiregulars. A part, també hi ha dos conjunts infinits de prismes estelats uniformes i antiprismes estelats uniformes.